# Meyrieux-Trouet
Meyrieux-Trouet ist eine französische Gemeinde mit 337 Einwohnern (Stand 1. Januar 2022) im Département Savoie in der Region Auvergne-Rhône-Alpes. Sie gehört zum Kanton Bugey savoyard im Arrondissement Chambéry und ist Mitglied im Gemeindeverband Yenne.

## Geographie

### Lage
Meyrieux-Trouet liegt auf 562 m, etwa 14 Kilometer nordwestlich der Präfektur Chambéry und 74 Kilometer östlich der Stadt Lyon (Luftlinie).  Das Dorf liegt am Westrand des Département Savoie am Westhang einer Bergkette, die den Lac du Bourget vom Rhônetal trennt. Nachbargemeinden von Meyrieux-Trouet sind Saint-Paul im Norden, Le Bourget-du-Lac im Osten, Verthemex im Süden, Saint-Pierre-d’Alvey im Südwesten sowie La Chapelle-Saint-Martin im Westen.

### Topographie
Die Fläche des 11,05 km² großen Gemeindegebiets umfasst einen Abschnitt des südlichen französischen Jura auf der Westseite einer Antiklinalen, die sich westlich des Lac du Bourget in Nord-Süd-Richtung erstreckt. Der Gipfelkamm dieser Antiklinalen bildet im Bereich des Mont du Chat die östliche Gemeindegrenze, wo mit 1480 m die höchste Erhebung von Meyrieux-Trouet erreicht wird. Am Fuß seines steilen, bewaldeten Westhangs beginnt eine leicht reliefierte Ebene, über die sich die verschiedenen Weilersiedlungen von Meyrieux-Trouet verteilen. Das Flüsschen Flon entwässert das Gemeindegebiet nach Norden hin zur Rhône.

### Gemeindegliederung
Zu Meyrieux-Trouet gehören neben dem eigentlichen Ortskern auch mehrere Weilersiedlungen und Gehöfte, darunter:
- Trouet und Cremaire (610 m) nebeneinander am Fuß des Mont du Chat
- le Risolet (500 m) nördlich des Dorfkerns
- le Villaret (575 m) südlich des Dorfkerns
- Méthenod (487 m) auf der anderen Seite des Flon

## Geschichte
Die Gemeinde Meyrieux-Trouet geht auf die beiden ursprünglich eigenständigen Pfarreien Meyrieux und Trouet zurück, die nach der Französischen Revolution in der Zeit von 1795 bis 1803 zusammengelegt wurden. Beide wurden im 14. Jahrhundert erstmals urkundlich erwähnt: Trouet als parrocchia de Trevoy und Meyrieux als Mariacum, dessen Name wahrscheinlich auf den Eigennamen Marius zurückgeht.

Der heutige Weiler Le Villaret war im Mittelalter Sitz einer kleinen Herrschaft mit festem Haus.

## Sehenswürdigkeiten
Die Dorfkirche von Meyrieux-Trouet wurde im 19. Jahrhundert erbaut. Auf die Gipfelkette des Mont du Chat führt ein Wanderweg.

## Bevölkerung
| Jahr                       | 1962 | 1968 | 1975 | 1982 | 1990 | 1999 | 2006 | 2011 |
| Einwohner                  | 207  | 184  | 162  | 155  | 198  | 276  | 284  | 289  |
| Quellen: Cassini und INSEE |      |      |      |      |      |      |      |      |

Mit 337 Einwohnern (Stand 1. Januar 2022) gehört Meyrieux-Trouet zu den kleinen Gemeinden des Département Savoie. Nachdem die Einwohnerzahl im 20. Jahrhundert rückläufig war (während des 19. Jahrhunderts zählte die Gemeinde mehrmals über 500 Einwohner), wurde seit Mitte der 1990er Jahre wieder eine deutliche Bevölkerungszunahme verzeichnet. Die Ortsbewohner von Meyrieux-Trouet heißen auf Französisch Meyrieuland(e)s.

## Wirtschaft und Infrastruktur
Meyrieux-Trouet ist seit jeher ein vorwiegend durch die Landwirtschaft geprägtes Dorf. Mittlerweile hat sich das Dorf auch zu einer Wohngemeinde entwickelt. Viele Erwerbstätige sind Wegpendler, die in den größeren Ortschaften der Umgebung, vor allem im Raum Aix-les-Bains und Chambéry, ihrer Arbeit nachgehen.
Das Dorf liegt abseits der größeren Durchgangsstraßen. Departementsstraßen verbinden es mit den größeren Ortschaften der Umgebung, darunter Yenne, Novalaise und Le Bourget-du-Lac. Anbindungen an die regionale und überregionale Infrastruktur bestehen über den etwa 25 km entfernten Großraum Chambéry mit seinem Flughafen, SNCF-Bahnhof und Anschlüssen an die Autobahnen A41 und A43.